# Rabbium
Rabbium ist eine Gattung der Spulwürmer mit zwei Arten, die bei Reptilien auftreten. Außergewöhnlich ist vor allem die Art Rabbium pamdoxus, da es die einzige Art innerhalb der Seuratidae ist, die ihren Lebenszyklus im Zwischenwirt, der Ameisenart Camponotus castaneus, komplettieren kann und damit als Adultus in einem Wirbellosen auftritt.

## Merkmale
Rabbium hat die Merkmale der Skryabinelaziinae. Im Gegensatz zur Schwestergattung Skrjabinelazia ist die Mundöffnung  ein vertikaler Schlitz und der Ösophagus hat einen kurzen muskulösen vorderen Abschnitt.

## Systematik
Zur Gattung gehören:
- Rabbium caballeroi Chitwood, 1960
- Rabbium pamdoxus Poinar, Chabaud & Bain, 1989